# Alange (ort)
Alange är en ort i Spanien.   Den ligger i provinsen Provincia de Badajoz och regionen Extremadura, i den centrala delen av landet, 280 km sydväst om huvudstaden Madrid. Alange ligger 316 meter över havet och antalet invånare är 2 018. Den ligger vid sjön Embalse de Alange.
Terrängen runt Alange är huvudsakligen platt, men österut är den kuperad. Runt Alange är det glesbefolkat, med 12 invånare per kvadratkilometer. Närmaste större samhälle är Mérida, 16,8 km nordväst om Alange. Omgivningarna runt Alange är huvudsakligen savann.